# Upplands runinskrifter 242
Upplands runinskrifter 242 är ett vikingatida runstensfragment av granit i Lingsberg, Vallentuna socken och Vallentuna kommun. Fragmentet är 0,3 meter högt och 0,35 meter brett. Det står precis intill U 241.

## Inskriften
Translitterering av runraden:
...- × auk × st[u]... ... ...- × (r)(a)(i)(s)(a) × ...
Normalisering till runsvenska:
... ok ... ... ... ræisa ...
Översättning till nusvenska:
... och St- ... (lät)o resa ...